# Aplocheilichthys brichardi
Aplocheilichthys brichardi, es una especie de pez actinopeterigio de agua dulce, de la familia de los poecílidos.
Peces de pequeño tamaño con una  longitud máxima que parece ser de solo 2'2 cm aunque se ha descrito una captura de 3 cm, se comercializan para acuariofilia pero son muy difíciles de mantener en acuario.

## Distribución y hábitat
Se distribuye por ríos de la vertiente atlántica de África, en la cuenca media del río Congo, incluyendo el drenaje del río Tshuapa, la región costera del lago Tumba y el sistema del lago Mai-Ndombe. Habita en partes húmedas de pequeños ríos, arroyos y pantanos localizados en la cuenca de drenaje de los ríos.